# Воша козяча
Воша козяча (Linognathus stenopsis) — вид вошей з родини безоких вошей (Linognathidae). Паразитує на домашніх козах, козицях і вівцях.

## Поширення
Космополітичний вид — разом зі свійськими тваринами поширився по всьому світі.

## Характеристика
Довжина самця становить 2,0 мм, самиці — 2,9 мм. Комахи сильно сплощені дорсовентрально. Самиця відкладає яйця, які називаються гнидами, які прикріплюються до основи волоса спеціальним «цементом». Індивідуальний розвиток триває близько 14 днів після вилуплення з яйця. Паразитує на волосистій шкірі, переважно на черевній стінці, голові, шиї та біля основи хвоста. Якщо зараження сильне, воно може поширюватися на все тіло.